# 1468
1468 (MCDLXVIII) var ett skottår som började en fredag i den julianska kalendern.

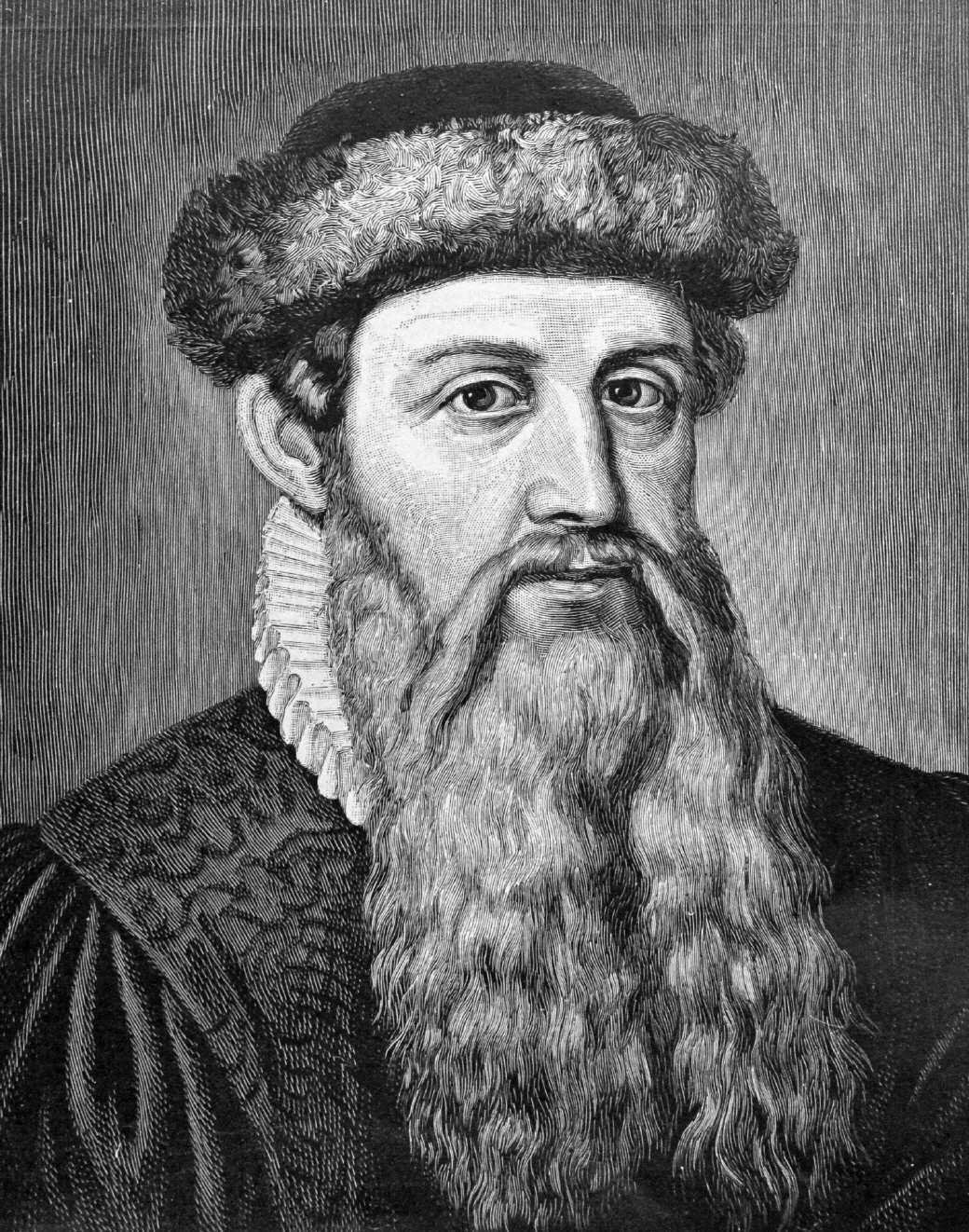
Johannes Gutenberg avlider.

## Händelser

### Mars
- Mars – På ett möte i Örebro tillerkänns Ivar Axelsson (Tott) exceptionella maktbefogenheter i Sverige. Under detta möte väljs också Tord Pedersson (Bonde) till svensk ärkebiskop, men han blir aldrig vigd, eftersom valet inte accepteras av påven.

### April
- 13 april – Stillestånd sluts mellan Sverige och Danmark i och med Stockholmstraktaten.[1]

### Juli
- Juli – Tord Pedersson (Bonde) blir ärkebiskop. Han vigs dock inte och påven godkänner inte valet.
- 29 juli – Ett möte med Danmark i Halmstad misslyckas totalt och krig med Danmark utbryter på nytt.

### September
- 27 september – Karl Knutsson (Bonde) inleder försök att återfå antingen Putzig eller den penningsumma han lånade ut för det. Konflikten kommer att fortgå i flera århundraden. Pengarna återfås först 1704, när Karl XII kräver igen dem.

### December
- 11 december – Karl Knutsson leder en här till Västergötland. Ivar Gren på Axevall går över till Kristian I.

### Okänt datum
- Altarskåpet i Stockholms storkyrka levereras. Det är tillverkat i Lübeck i Herman Rodes verkstad.

## Födda
- 29 februari – Paulus III, född Alessandro Farnese, påve 1534–1549.
- Katarina av Navarra, spansk monark.

## Avlidna
- 17 januari – Skanderbeg, albansk krigsledare och nationalhjälte.
- 3 februari – Johannes Gutenberg, tysk uppfinnare, boktryckarkonstens fader.
- 28 oktober  – Bianca Maria Visconti, hertiginna av Milano
- Pomellina Fregoso, monegaskisk regent.

### Fotnoter
1. ↑  Danmarks andra misslyckade erövringskrig 1468-1469 (läst 7 april 2011)